# Genea pavonacea
Genea pavonacea är en tvåvingeart som först beskrevs av Henry J. Reinhard 1939.  Genea pavonacea ingår i släktet Genea och familjen parasitflugor. Inga underarter finns listade i Catalogue of Life.